# Wärtsilä Italia
Wärtsilä Italia S.p.A era il più grande produttore di motori diesel del gruppo finlandese Wärtsilä con sede e stabilimento industriale a San Dorligo della Valle in provincia di Trieste, nata con l'acquisizione della Grandi Motori Trieste (GMT) acquisita completamente da Wärtsilä Corporation nel 1997. Lo stabilimento triestino, molto attivo nel settore navale internazionale, produceva grandi motori ad uso navale, motori diesel oppure dual fuel diesel/gas naturale, motori per generatori di corrente per centrali elettriche da 5 fino a 500 MW, motori per la propulsione e gruppi elettrogeni.
Lo stabilimento di Trieste si sviluppa su una superficie di circa 300.000 m² dei quali 100.000 sono coperti. Wärtsilä Italia SpA  ha sede, oltre che a San Dorligo della Valle, che era la fabbrica di motori navali più grande d'Europa, anche a Genova, Napoli e Taranto. Nel Gruppo erano occupati circa 1.150 dipendenti, ma con la dismissione della produzione a Trieste gli esuberi iniziali erano di circa 451 persone, ed in seguito con il 1 agosto 2024 gli esuberi passarono a 255 con la cessione del ramo d'azienda alla Innoway SRL, una azienda controllata di MSC.

## Storia
Trieste sin dalla seconda metà del XIX secolo venne individuata come luogo strategico per la costituzione di officine e cantieri navali in funzione di un porto che nel giro di pochi anni divenne il principale approdo dell'Impero austro-ungarico.
Nel 1830 l'industriale austriaco Georg Strudthoff aprì una piccola officina per la riparazione dei motori navali a vapore e nel 1835 aprì in località Sant'Andrea una fabbrica di motori ed una fonderia per la produzione di macchine a vapore.. Queste attività sviluppandosi vennero integrate in un complesso che prese la denominazione di Fabbrica Macchine Sant'Andrea.
Nel 1857 lo stesso Strudthoff impiantò sull'arenile di Muggia un cantiere navale su un terreno che la sua famiglia aveva acquistato nel 1850 dal comune di Muggia, nei pressi della chiesetta di San Rocco, allo scopo di ampliare la propria attività e che prese il nome di Cantiere San Rocco. Nel 1858 le due attività di Strudthoff confluirono in un unico complesso industriale che prese la denominazione di Stabilimento Tecnico Triestino, che nel 1895 rilevò il "Cantiere a San Marco", un vecchio squero che aveva operato tra il 1840 e il 1877 e che si trovava in posizione più favorevole e più protetta rispetto al "Cantiere San Rocco". Il "Cantiere a San Marco" era più vicino alla Fabbrica Macchine Sant'Andrea e poteva eventualmente avvalersi della costruzione di un raccordo ferroviario per il trasporto dei motori sulle navi in costruzione. Con l'acquisizione del “Cantiere San Marco” lo “Stabilimento Tecnico Triestino” si trasformò in un soggetto industriale di grande rilevanza.
La compagnia acquisì i finanziamenti necessari e per i lavori di ricostruzione del cantiere che durarono due anni, e al termine dei lavori molti macchinari del "San Rocco" vennero spostati al "San Marco".
Dopo il primo conflitto mondiale e il passaggio di Trieste all'Italia la “Fabbrica Macchine Sant'Andrea” acquisì la licenza per la costruzione e l'utilizzazione sulle navi costruite al “Cantiere San Marco” dei motori diesel "Burmeister & Wain" che all'epoca erano i più richiesti. Il 18 settembre 1930 lo Stabilimento Tecnico Triestino confluì nella società anonima per azioni Cantieri Riuniti dell'Adriatico che nel 1933 entrò nell'orbita dell'IRI.

### Grandi Motori Trieste
Dopo il secondo conflitto mondiale e il successivo dopoguerra, all'inizio del 1966, nell'ambito del riassetto della cantieristica nazionale previsto dal CIPE, il governo elaborò un piano di riordino secondo cui una parte dei Cantieri Riuniti dell'Adriatico venne incorporata nella Italcantieri ed un'altra parte confluì nella Grandi Motori Trieste, una joint venture tra l'IRI e la FIAT, tramite la sua divisione Grandi Motori, in base alla quale le due società rilevavano la Fabbrica Macchine Sant'Andrea accordandosi per trasferire le rispettive produzioni di grossi motori diesel per concentrare a Trieste l'intera produzione nazionale di grandi propulsori a combustione interna per impiego navale
che precedentemente a questa joint venture venivano prodotti da Fiat Grandi Motori, Ansaldo e CRDA. L'accordo siglato nell'ottobre 1966 tra Vittorio Valletta, presidente della Fiat, e Giuseppe Petrilli, presidente dell'IRI e prevedeva anche la costruzione di un nuovo e moderno stabilimento a Bagnoli della Rosandra, nel comune di San Dorligo della Valle, in provincia di Trieste al confine della Slovenia.

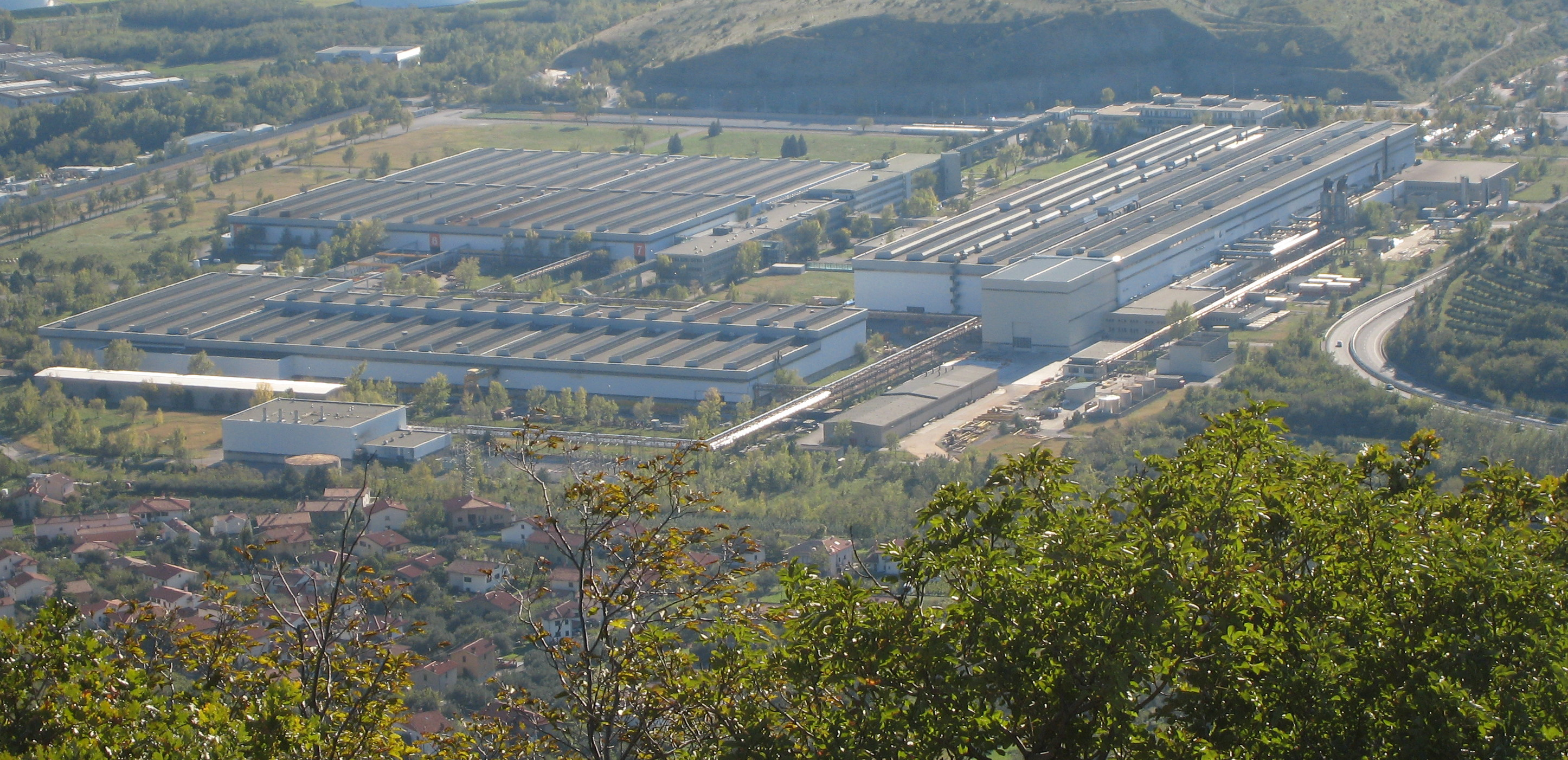
Lo stabilimento della Grandi Motori Trieste, ora Wärtsilä Italia

L'idea fondante del progetto era quella di risarcire Trieste, con un'azienda che sostenesse l'occupazione sviluppando allo stesso tempo l'indotto, visto che il cantiere San Marco con il riassetto della cantieristica sarebbe stato utilizzato solo per riparazione e non più per nuove costruzioni, dimostrando così ai triestini che, a fronte del ridimensionamento del Cantiere San Marco, si creavano a Trieste e per i triestini tanti nuovi posti di lavoro.

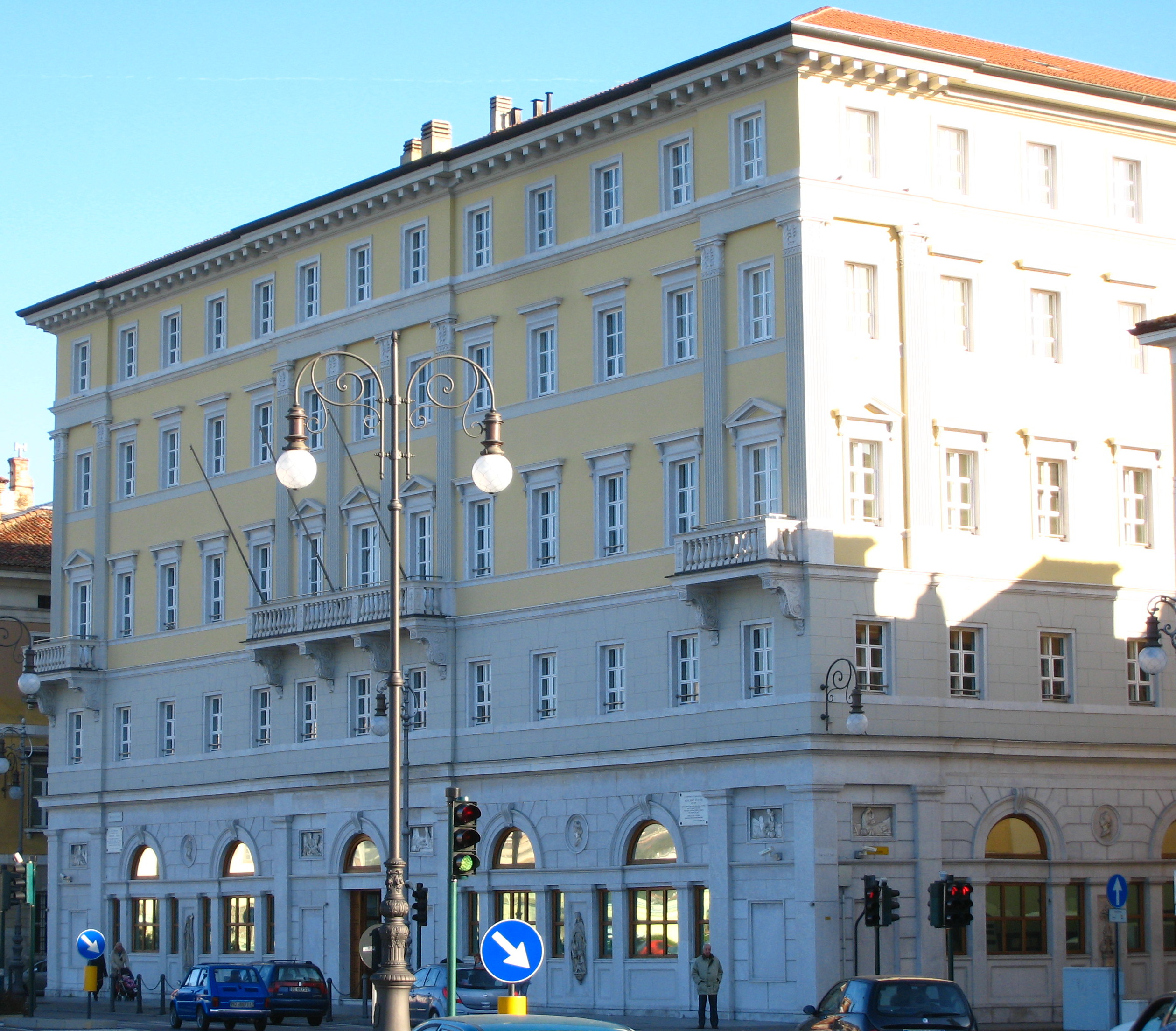
La sede della Fincantieri a Trieste

Dopo l'entrata in funzione del nuovo stabilimento, la produzione venne spostata a Bagnoli della Rosandra ed i vecchi impianti vennero dimessi ed in quella sede sorge oggi un palazzo direzionale della Fincantieri.
Nel 1968 venne avviata la costruzione del nuovo stabilimento che è entrato in funzione nell'autunno del 1971 con circa 3000 dipendenti, con il personale dirigente e tecnico della vecchia Grandi Motori di Torino e quello, in prevalenza operaio ed impiegatizio, della ex Fabbrica Macchine di Sant'Andrea di Trieste.
La costruzione del nuovo stabilimento venne affidata, per la progettazione tecnica, alla Fiat Divisione Mare, mentre la Fiat Divisione costruzioni e impianti, che era adibita a lavori negli stabilimenti Fiat e società collegate, si è occupata della realizzazione di capannoni, macchine, strade, del raccordo ferroviario interno, della rete fognaria, e venne affiancata dalla Società italiana impianti di Genova del gruppo Italimpianti, a sua volta facente capo al Gruppo Iri-IRITECNA, per la progettazione e direzione dei lavori della palazzina uffici, della centrale termica e della sala prove. Per i problemi climatici e per gli interventi relativi all'ambiente, come i depuratori, le società che hanno realizzato l'impianto si sono avvalse della consulenza di un ingegnere triestino.
Nel 1972 la Direzione Generale e gli impianti produttivi vennero spostati da Torino a Trieste e nello stesso anno venne avviata la produzione di motori diesel a 2 tempi con diametri fino a 1060 mm e a 4 tempi dal diametri fino a 550 millimetri.
Nel 1975 la proprietà GMT viene totalmente trasferita all'IRI che decise di trasferire il suo pacchetto azionario alla Fincantieri, che ne assunse poi di fatto il controllo nel gennaio del 1977, salendo oltre il 51% nella sua quota di partecipazione. Alla scadenza dell'accordo decennale, la Fiat decise di non sottoscrivere più gli apporti di capitale necessari, riducendo a mano a mano la sua partecipazione azionaria, che si estinse all'inizio degli anni ottanta e conseguentemente la Grande Motori Trieste rientrò nella cantieristica pubblica.
Nel 1979 Finmeccanica aveva dato vita al raggruppamento diesel che affiancava la Ducati di Bologna, la VM di Cento e di Trieste, la Isotta Fraschini di Bari e di Saronno e il Centro esperienze studi impiego diesel (Cesid) con una produzione motoristica diversificata.
Nel 1982 venne acquisita la licenza per la produzione di motori Sulzer a 2 e 4 tempi. Tra cui il motore, per uso navale, Wartsila-Sulzer RTA96-C il più grande motore del mondo, un motore due tempi turbodiesel, disponibile in versioni da 6 fino a 14 cilindri in linea, che viene prevalentemente utilizzato in grandi navi portacontainer.
Nel 1984 la Grandi Motori Trieste ha costituito la "Divisione Grandi Motori" di Fincantieri da cui era stata completamente inglobata. Nello stesso anno Finmeccanica creava il polo diesel VM e IF con motori da zero a 200 cv, e da 200 a 4000 CV di potenza, ma senza un accordo con la GMT la produzione nella fascia di motori da 2000 a 4000 CV si sovrapponeva. La Ducati venne invece ceduta nel 1985 dalla VM alla Cagiva.
Nel 1986 l'IRI decise la costituzione del Polo del diesel pubblico a Trieste assicurandolo alla Fincantieri, che contemporaneamente acquisiva parte del settore dieselistico di Finmeccanica. Nello stesso anno venne costituita la Diesel Ricerche spa con 300 ricercatori e tecnici Isotta Fraschini e Grandi Motori.
Nel 1989 Finmeccanica privatizza la VM e cede a Fincantieri Isotta Fraschini che finisce totalmente sotto il controllo della cantieristica pubblica per la produzione di motori veloci a 4 tempi e all'inizio degli anni novanta parte della produzione di GMT venne spostata nello stabilimento di Bari dell'Isotta Fraschini Motori, che nel 1995 sarebbe diventata a sua volta una società indipendente del gruppo Fincantieri.

### Wärtsilä Italia SpA
Nel 1996 viene ricostituita la Grandi Motori Trieste SpA controllata da Fincantieri e nell'aprile dello stesso anno il 40% del suo pacchetto viene acquisito dalla Wärtsilä NSD per poi diventare parte integrante dal gruppo finlandese Wärtsilä nel 1997 anno in cui negli stabilimenti viene anche avviata la produzione dei Motori Diesel Wärtsilä 4 Tempi tipo W64 per propulsione marina e produzione energia elettrica.
Nel 2000 viene costituita la Wärtsilä Italia Spa la cui sede è lo stabilimento di Bagnoli della Rosandra.
Nel 2001 vengono trasferite a Trieste tutte le attività relative ai motori Sulzer ZA40. Nel 2002 la produzione dei Motori Diesel Wärtsilä 4 Tempi tipo W26 e tipo W38 per propulsione navale viene trasferita da Zwolle a Trieste.
Nel 2004 viene avviata la produzione dei motori diesel Wärtsilä 4 Tempi tipo W46 per propulsione marina e produzione di energia elettrica e dei motori diesel Wärtsilä 4 Tempi tipo W50DF (Dual Fuel) per propulsione marina e produzione di energia elettrica.
Nel 2007 si conclude il Progetto 3000+ iniziato nel 2006 con un investimento di 18 milioni di euro atto ad incrementare le capacità produttive dello stabilimento di Trieste.
Nel 2008 vennero inaugurati la nuova palazzina con gli uffici tecnici e il moderno auditorium.
Tra le produzioni dello stabilimento triestino anche gruppi elettrogeni Wärtsilä tipo W200 per produzione di energia elettrica di bordo e propulsione Diesel-Elettrica di navi militari.
Dal 2010 è stata avviata la produzione di eliche marine e il primo Lips Modular Thruster (LMT) è stato assemblato nel Delivery Centre di Trieste.
Nel 2016 è stato completato il progetto "One Building" con il concentramento delle attività produttive nel capannone principale e la sostituzione delle macchine utensili a controllo numerico tradizionali con un nuovo modulo di lavorazioni meccaniche altamente automatizzato e robotizzato di ultima generazione.
Nel 2016 le sale prova motori R&D passano sotto la gestione della divisione Services per lo sviluppo di pacchetti di retrofit ed ammodernamento di motori in servizio con particolare attenzione alla riduzione delle emissioni in atmosfera e dell'aumento dell'efficienza.
Nell'ottobre 2018 viene inaugurato l'Hybrid Centre all'interno del Delivery Centre di Trieste. L'HY Centre è il primo del suo genere al mondo.
Nel dicembre 2018 vengono inaugurate la Land Sea Academy e i nuovi laboratori del Technical Services.
Nel 2019 è inaugurato il Manufacturing Acceleration Centre, sempre all'interno del Delivery Centre di Trieste, parte della STH Network.
Il 14 luglio 2022 si è deciso di chiudere la produzione.
Il 12 febbraio 2024 è iniziato l'iter burocratico con la Mediterranean Shipping Company (MSC) per l'acquisto del stabilimento. I 255 lavoratori "licenziati" (in realtà è stata creata una formula tramite la cessione del ramo di azienda, con una deroga/obbligo) verranno nuovamente assunti nella nuova MSC per la produzione di carri per il trasporto di container su ferrovia.